# Impacto ambiental
Impacto ambiental é a alteração de condições do meio ambiente e/ou dos elementos presentes neste em consequência de atividades humanas (antrópicas). Estes impactos podem manifestar-se em forma de poluição de recursos naturais (como Poluição do solo, água e ar), destruição de ambientes naturais, redução de indivíduos ou extinção de espécies, aumento da temperatura global, acidificação dos oceanos, comprometimento de serviços ecossistêmicos essenciais à vida, entre outros.
No Brasil, a Resolução do CONAMA nº 1, de 23 de janeiro de 1986, da Política Nacional do Meio Ambiente, define como impacto ambiental qualquer alteração das propriedades físicas, químicas e biológicas do meio ambiente, causada por qualquer forma de matéria ou energia resultante das atividades humanas que, direta ou indiretamente, afetam:
1. a saúde, a segurança e o bem-estar da população;
2. as atividades sociais e econômicas;
3. a biota;
4. as condições estéticas e sanitárias do meio ambiente;
5. a qualidade dos recursos ambientais.[1]

Ou seja, os impactos ambientais não são apenas os causados na natureza em si, alguns desses impactos produzem consequências também na vida das pessoas e na economia de regiões. No entanto, este verbete está focado principalmente aos danos bióticos causados pelas ações humanas.

## Histórico da interação humana com o meio ambiente
O ser humano causa impactos ambientais desde o momento em que obteve conhecimento de como alterar as características do ambiente em que se encontrava a seu favor, deixando de depender das condições pré-estabelecidas na natureza e tornando o meio em que vivia cada vez mais favorável à sua ocupação e sobrevivência; no entanto, sem deixar de causar uma série de influências no ambiente.

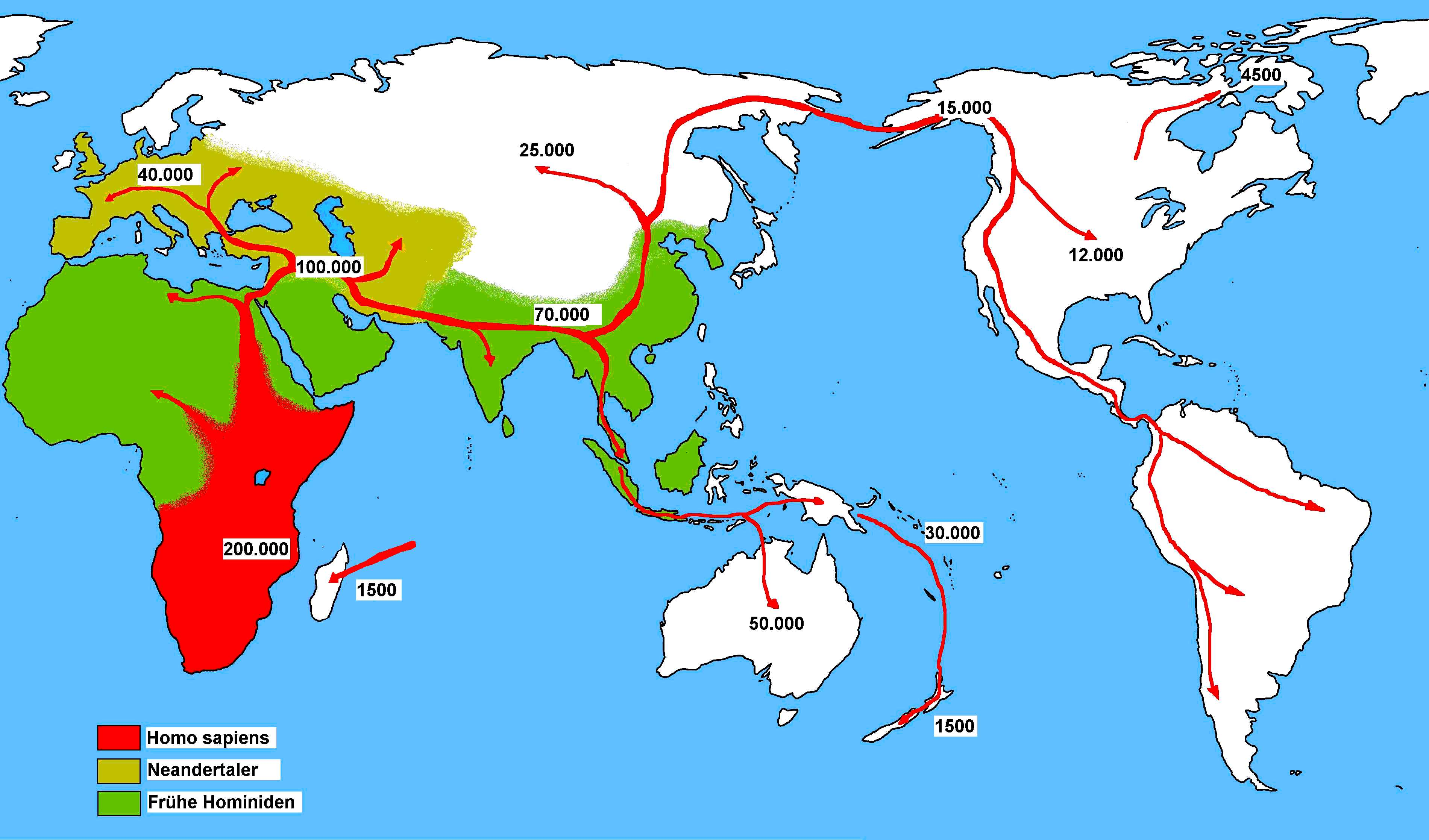
Migração do Homo sapiens pelo mundo há cerca de cem mil anos.

Há cerca de cem mil anos, o Homo sapiens saiu da África, seu continente de origem, e dispersou-se por todo o mundo, alimentando-se basicamente das espécies nativas (animais e vegetais) de cada um dos continentes em que chegou. A intensa caça aos animais, no entanto, pode ter sido a causa da extinção de várias espécies.
Um estudo demonstra que o Homo sapiens foi responsável pela extinção de 177 espécies de grandes mamíferos (acima de 10 kg) ao redor do mundo entre 132 mil e mil anos atrás, sendo 62 delas da América do Sul, 43 da América do Norte, 38 da Ásia, 26 da Australasia, 19 da Europa e 18 da África.
Com o advento da agricultura, onze mil anos atrás, os seres humanos foram capazes de formar pequenas populações e estabelecer uma vida sedentária. Para a manutenção de plantações, foi necessária a abertura de campos em meio a matas e a manipulação de recursos hídricos para a rega dos vegetais, perdendo a dependência que estes tinham dos ciclos de chuva ao longo do ano. Os humanos foram, inclusive, capazes de iniciarem a chamada seleção artificial com plantas, a fim de produzirem, principalmente, grãos, sementes e frutos que fossem ainda mais fartos e nutritivos. Além da agricultura, as populações humanas, foram aos poucos (entre onze mil e nove mil anos atrás) desenvolvendo a prática da domesticação de animais, como cães, cabras, ovelhas e gado. A pecuária também foi um fator que contribuiu para o desmatamento de áreas naturais e, mais uma vez, humanos interferiam no ciclo de vida de animais, que passaram a serem usados basicamente como alimento.
O aprimoramento cada vez maior de técnicas de sobrevivência e o avanço do conhecimento de diversas áreas permitiram que as civilizações tornam-se cada vez maiores, mais consolidadas e mais poderosas, sempre à base da exploração de recursos naturais usados como matéria prima de tudo produzido pelos indivíduos.
A partir do século XV, tiveram início as grandes navegações e a consequente descoberta de novos continentes. O encontro entre desbravadores curiosos e as novas terras encontradas provocou um grande intercâmbio de várias espécies, novos animais e plantas foram introduzidos nos continentes recém encontrados (por exemplo, a cana-de-açúcar, o trigo, cavalos, vacas, cabras e porcos) e diferentes espécies não conhecidas foram levadas aos países de origem dos colonizadores (como é o caso do milho, batata, mandioca e vários primatas); além disso, houve uma intensa troca de patógenos entre nativos e os pioneiros nas explorações das terras, culminando na morte de milhões de habitantes dos novos continentes.
Outro grande evento da história humana com grande impacto no meio ambiente foi a chamada Revolução Industrial, ocorrida na Europa, em 1760, quando extensas mudanças foram feitas nos modos de produção dos bens de consumo: produtos antes artesanais passaram a serem feitos em larga escala por máquinas, que eram movidas à queima de carvão, petróleo e gás. O uso destes elementos para funcionamento das máquinas provocou o aumento das concentrações globais de CO2 (dióxido de carbono) e CH4 (metano), de acordo com análises do ar do século XVIII preso no gelo polar.
O desenvolvimento das nações, as grandes invenções, e o avanço na medicina possibilitaram que as pessoas se tornassem mais longevas e que a taxa de morte de crianças fosse menor, provocando o aumento acelerado da população mundial. Em 1804, foi registrado o primeiro bilhão de pessoas no mundo, e, em 2011, já se contavam mais de 7 bilhões de indivíduos. O aumento populacional, junto com a invenção de novas tecnologias, exige cada vez mais dos recursos naturais, que são explorados para que se possa manter o estilo de vida da população mundial.

## Principais atividades humanas e seus impactos bióticos
Qualquer atividade humana é capaz de gerar alterações no meio ambiente, em grande ou pequena escala, sendo positivas ou negativas. Alguns exemplos são:
1. Construção de rodovias: apesar de reduzir o tempo de deslocamento entre dois locais para a população humana essa ação pode trazer grandes prejuízos para a fauna e flora nativa. Para se construir uma rodovia, é necessário o desmate de áreas verdes, diminuindo o habitat de espécies locais, além de impedir que populações animais que ali vivem sejam capazes de cruzar as estradas para se alimentarem ou reproduzirem e, como consequência, muitos deles são mortos por atropelamentos. Calcula-se, de acordo com o Centro Brasileiro de Estudos em Ecologia de Estradas (CBEE), que morrem, por dia, mais de 1,3 milhões de animais vítimas de atropelamento, somando-se 475 milhões de vítimas por ano no Brasil.[6] As obras podem também criar locais ideais para reprodução de vetores de doenças, além do lixo jogado em volta da rodovia pela população, que cria microambientes ótimos para postura de ovos de insetos vetores, como o Aedes Aegypti.[7] Deve ser levada em consideração a quantidade exorbitante de gases poluentes liberados na atmosfera pelos veículos que ali transitam; e outro impacto a ser considerado é o som produzido por veículos, que além de incomodarem a população, também altera ciclos naturais de espécies animais.
2. Construção de ferrovias: os trilhos dos trens também acabam por se tornarem uma barreira que deve ser superada pelos animais terrestres para concluírem adequadamente seus ciclos, no entanto, os riscos são menores que nas rodovias, já que a quantidade de pessoas ou carga em um trem exigiria um número muito maior de carros ou caminhões para serem conduzidas. O transporte rodoviário possui também o problema de poluição sonora, que afeta pessoas e animais; porém a liberação de CO2 por trens é bem menor se comparada a de veículos que utilizam rodovias.
3. Construção de aeroportos: além de ruídos muito altos gerados pelas aeronaves, as taxas de emissão de gases gerados pela queima de combustíveis fósseis são bastante relevantes. Os produtos usados como combustível ou na manutenção e lavagem de aviões e helicópteros são muito apontados como contaminantes dos lençóis freáticos e cursos d’água próximos a aeroportos. Existe também o risco de colapso entre aeronaves e espécies que voam, em que muitas vezes é necessário um plano de manejo para evitar que tais acidentes aconteçam, comprometendo assim, comportamentos de migração dessas espécies.[8]
4. Usinas hidrelétricas: durante a criação é necessário inundar grandes áreas de terra, destruindo florestas e mudando cursos de rios, isso acaba por prejudicar a fauna local, além de ocasionar o deslocamento de várias comunidades que ali vivem. Muitas espécies aquáticas podem sofrem lesões ao serem levadas pelo curso do rio até as turbinas e a presença da barragem pode impedir a migração de espécies que usam aquele rio para realizar reprodução;[9] além disso, a água dos reservatórios é mais rica em nutrientes ajudando na proliferação de algas e microrganismos que irão afetar o resto do rio, sendo necessário um controle manual ou a introdução de uma outra espécie no meio.[10] Além disso, as hidrelétricas liberam gás carbônico durante a sua instalação e desconstrução, assim como a vegetação a ser decomposta após a inundação.[11]
5. Mineração: com a escavação de sítios de mineração, ocorre a deposição de rejeitos em outras áreas, levando à erosão do solo (devido à perda de cobertura vegetal). Há também, o comprometimento dos lençóis freáticos devido a falta de monitoramento para escavação. Devido ao carregamento de metais pesados e compostos químicos pela água e pelo vento, ocorrem danos ao ambiente aquático (diminuindo a quantidade de oxigênio diluído) e impedimento de água pela população e por animais por causa da deposição de camadas de substâncias tóxicas e não-tóxicas na superfície, podendo até levar a acidificação dos lagos. Isso acaba por diminuir a qualidade de vida dos moradores próximos, tanto pela baixa na qualidade da água consumida quanto pela presença de partículas de minérios e poeira no ar (que podem causar problemas respiratórios); ademais, há o risco de deslizamento desses sítios de mineração podendo provocar danos tanto a cidades quanto ao meio ambiente.[12]
6. Indústrias: para a instalação de uma indústria ocorre, primeiramente, a devastação da área verde que antes ocupava aquele espaço. Posteriormente, as indústrias acabam por serem grandes produtoras de gases poluentes, que muitas vezes são liberados na atmosfera sem medidas que diminuam os danos causados por eles;[13] muitas indústrias são também responsáveis pela poluição de corpos hídricos próximos, provocando perda de qualidade da água e consequente dano à biodiversidade aquática e comprometimento de bioindicadores de qualidade da água,[14] já que descartam (ilegalmente) nos corpos hídricos as sobras de produtos químicos (o que pode provocar mutações ou morte de indivíduos aquáticos) e outros resíduos (que podem ocasionar enchentes, prejudicando tanto as populações humana quanto de espécies aquáticas).[15] Além disso, a fabricação dos bens que serão comercializados muitas vezes produzem ruídos altos, que contribuem para a poluição sonora e alteração nos ciclos biológicos de animais e pessoas.

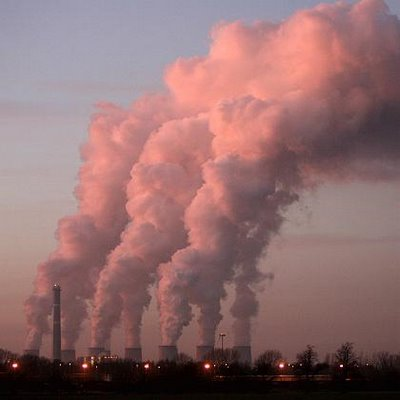
Chaminés de fábricas liberando gases poluentes na atmosfera.

7. Chaminés de fábricas liberando gases poluentes na atmosfera.Turismo: quando uma área é utilizada para turismo, provavelmente, o primeiro impacto biótico observado é a quantidade de lixo deixada por visitantes nestes locais. Em áreas com foco no turismo ambiental, é comum encontrar também visitantes que se aproximam de animais para alimentá-los, este hábito faz com que os animais percam o interesse por buscarem seu alimento sozinhos, o que compromete o seu comportamento natural, além de passarem a comer, geralmente, apenas alimentos industrializados e de baixo valor nutricional. A longo prazo, o foco no turismo acaba por gerar um aumento no número de construções ao redor do local visitado, como hotéis, restaurantes, estacionamentos, etc., o que tem como consequência o desmatamento de áreas antes naturais.
8. Caça e pesca: a caça de forma descontrolada para alimentação, uso de substâncias em medicamentos e roupas ou até para exportação de animais, pode causar a queda na quantidade de indivíduos de uma população podendo levar até a extinção, como o rinoceronte-negro-ocidental (Diceros bicornis longipes) que foi extinto pela caça predatória (caça ilegal) no centro-oeste da África. Pode ainda causar impactos no ambiente devido a retirada de animais que servem como dispersores de sementes ou como controladores de outras espécies, principalmente de plantas e insetos, gerando perda de serviços ecossistêmicos.[16] A pesca descontrolada, assim como a caça, pode causar a extinção de espécies através de um desequilíbrio na dinâmica populacional dos mares e rios, além de destruir o fundo do mar e dizimar comunidades bentônicas que muitas vezes são consideradas bioindicadoras, devido ao despejo de materiais de pesca, substâncias químicas ou até mesmo a construção de estruturas.[17]
9. Desmatamento de áreas naturais para uso agropecuário: a agropecuária tem um papel importante na sobrevivência humana, em contrapartida, é necessário o desmatamento de grandes áreas de florestas para conseguir obter espaço e utilizar os nutrientes do solo, tanto para plantações ou para pastagem de animais domésticos. Um reflexo disso são as mudanças climáticas, o desflorestamento acaba por modificar o clima local, tornando-o mais quente e seco, o que por sua vez gera a desertificação de áreas; além disso é capaz de aumentar a concentração de CO2 na atmosfera, aumentando, assim, a temperatura global. Ademais, acaba por desregular o ciclo da água no local, diminuindo tanto a captação de água quanto a sua liberação no ambiente. Uma outra consequência é a perda da biodiversidade presente nas florestas, muitas espécies acabam entrando em perigo pela perda de seu habitat e como consequência elas acabam migrando para outras matas ou até mesmo cidades.[18] A agricultura em si é capaz de avariar o meio ambiente através da utilização de pesticidas, levando a contaminação de córregos e lençol freático, podendo causar danos a vida aquática e até mesmo a saúde humana através do consumo.[19]

## Principais impactos negativos das ações antrópicas

### Aumento do efeito estufa e poluição atmosférica
O efeito estufa é um processo natural que aquece a superfície da Terra, contudo a ação antrópica e o consequente impacto ambiental corroboram com a intensificação desse efeito. O efeito estufa mantém a temperatura da Terra mais quente do que esta deveria ser, permitindo a perpetuação de vida na Terra. O aumento da concentração de gases do efeito estufa na atmosfera, devido à exacerbada queima de combustíveis fósseis, às atividades do setor agropecuário e ao aumento do desmatamento das florestas, contribui para a acentuação do efeito estufa, intensificando a poluição e a temperatura da Terra, provocando um aquecimento global. Esse fenômeno do aquecimento da superfície terrestre e o consequente aumento da temperatura nos oceanos estão provocando diversas alterações no meio ambiente e na saúde humana, como o degelo de massas polares, o aumento do nível do mar, a intensificação de eventos climáticos e implicações do habitat, comportamento e reprodução de diversas espécies de animais. Ademais, o aumento do nível de poluentes no ar e da temperatura contribui para a propagação de doenças infecciosas e epidemias, além de prejudicar a agricultura, podendo resultar em uma escassez de alimentos.

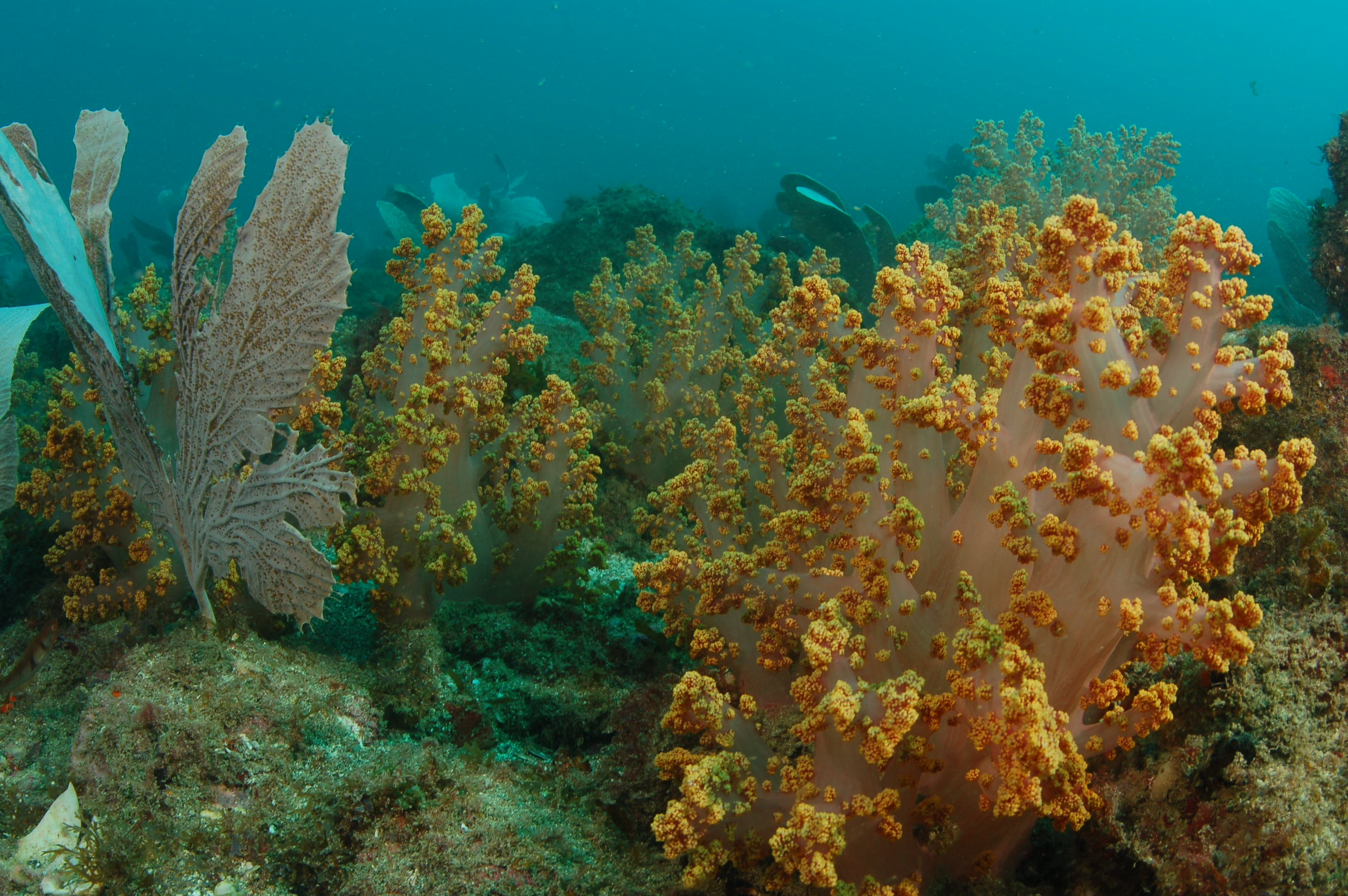
Recife de corais em Abrolhos, na Bahia. Nos corais vivem organismos simbiontes que são afetados com a acidificação dos oceanos.

### Acidificação de oceanos
A acidificação do oceano se dá pela absorção de CO2 proveniente da queima de combustíveis fósseis e desmatamento pela água do mar, aumentando o pH do ambiente. Muitos peixes são carnívoros e dependem de uma rede complexa de nutrientes, com o aumento da acidez esse equilíbrio é quebrado, através dos danos ao desenvolvimento dos animais e na sua permanência. Os mais impactados com essa acidificação são os recifes de corais, são muito importantes por providenciar abrigo e alimento para mais de 25% das espécies marinhas conhecidas, o estresse gerado tanto pela acidificação, quanto pelo aumento da temperatura e poluentes, causou uma diminuição da população de corais devido à dificuldade de criar e sustentar sua composição rígida, além de causar o esbranquiçamento dos corais devido a perda das algas com quem fazem simbiose. Invertebrados marinhos comumente usados na gastronomia e aquacultura também são atingidos pela acidificação, não apenas em seu crescimento, mas também na formação de exoesqueleto, muitos juvenis são afetados por conta disso, dificultando a produção de adultos e consequentemente diminuindo o sucesso reprodutivo da espécie.

### Alteração das condições ambientais e recursos e a extinção de espécies
A sobrevivência e adaptação de uma espécie no ambiente dependem, principalmente, de condições ambientais e disponibilidade de recursos.
A condição ambiental é um fator abiótico que influencia na fisiologia dos organismos. Esse fator pode ser: a temperatura, o pH, a salinidade, a pluviosidade e a luminosidade do ambiente. Quando a condição é afetada, pode causar até a morte de indivíduos. Esse acontecimento é facilmente observado em atividades humanas como, por exemplo, o uso de agrotóxicos em plantações perto de rios e lagos, no qual ocorre a alteração das condições ambientais locais devido a quantidade de nutrientes vindos desses agrotóxicos que chegará pelo lençol freático nesses rios. Isso causa um grande aumento de cianobactérias que cobrirão toda a superfície da água, impedindo a entrada de luminosidade e, assim, provocando uma redução na taxa fotossintética e a consequente diminuição no nível de oxigênio. Com isso, ocorrerá a morte da biodiversidade que estava adaptada à essas condições ambientais.
Em relação aos recursos, o habitat é um dos mais afetados pela ação antrópica, por meio de ações de extração de madeira, queimadas ou urbanização, por exemplo. Isso pode causar uma diminuição do habitat de populações nativas e consequente aumento da competição entre os indivíduos. Estes indivíduos são pressionados a buscarem novos ambientes e, com isso, ficam mais vulneráveis a predação ou a acidentes nas estradas e, assim, ocorrerá uma redução das populações nativas e em casos mais extremos poderá ocasionar extinção de alguma destas.
A agricultura, pecuária, extrativismo e outras atividades que provocam alterações em áreas de mata são também responsáveis pela fragmentação de áreas verdes, ou seja, uma área natural que antes possuía uma grande extensão de terra passa a ser constituída apenas por áreas menores, separadas umas das outras como em um arquipélago. As ilhas de vegetação diminuem a quantidade de áreas disponível paras as espécies encontradas nela, e o vazio entre elas dificulta que os animais migrem de uma área até outra. Com isso, as taxas de variabilidade genética entre os indivíduos diminui, já que animais com graus de parentesco próximos se reproduzem entre si, e as taxas de extinção aumentam.

## Desastres ambientais no Brasil

### Rompimento de barragem de rejeitos em Brumadinho (MG)

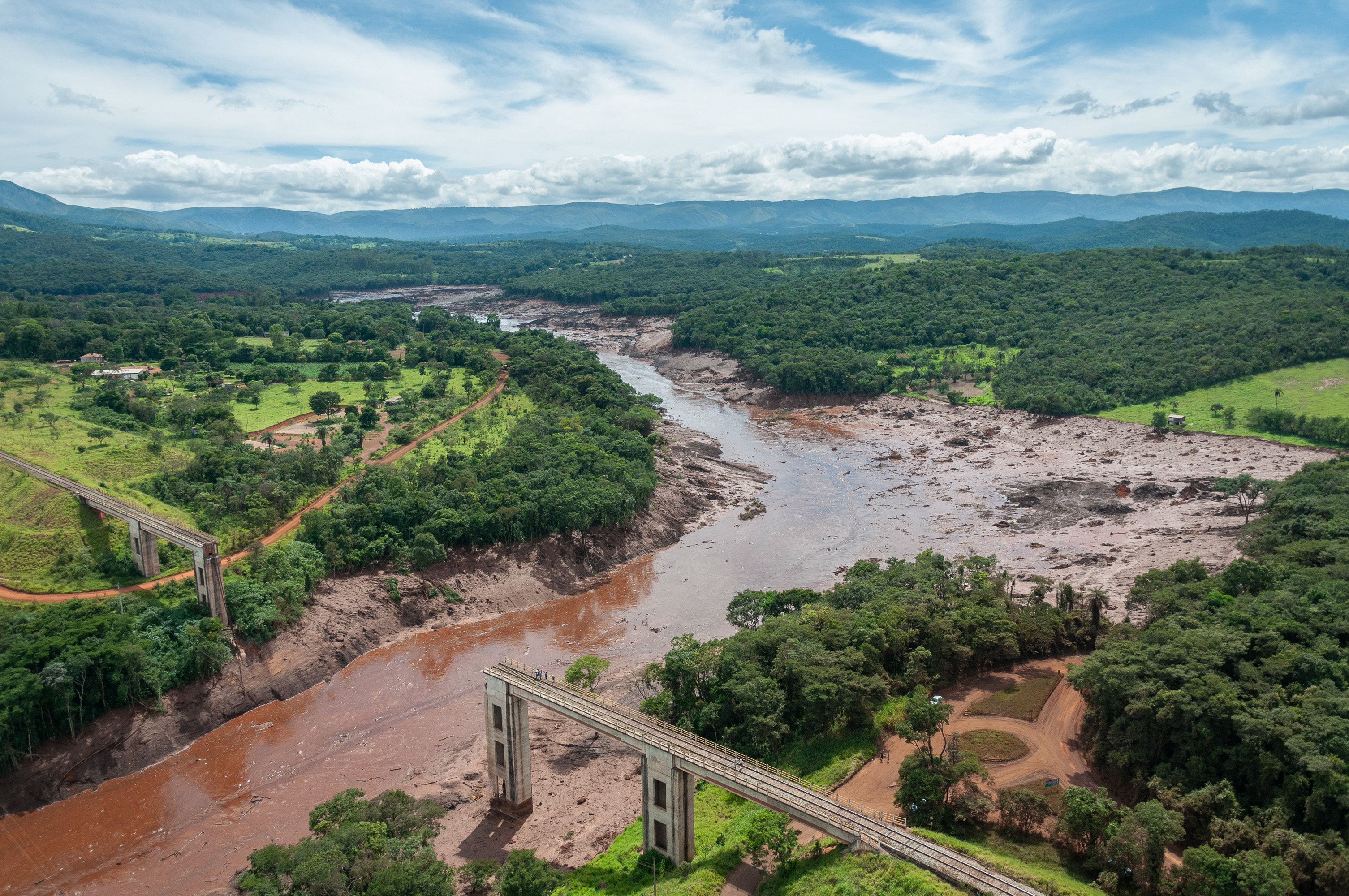
Paisagem após o rompimento da barragem de rejeitos na região do Córrego do Feijão, em Brumadinho, Minas Gerais no ano de 2019.

No dia 25 de janeiro de 2019, ocorreu o rompimento da barragem de rejeitos da Mina do Feijão, localizada na região do Córrego do Feijão em Brumadinho, Minas Gerais, considerado o maior desastre ambiental da mineração no Brasil, com 259 mortes confirmadas e 11 desaparecidos.
Além das mortes, o rompimento da barragem provocou a destruição de cerca de 269 hectares. Além disso, o IBAMA apontou que os rejeitos da mineração devastaram cerca de 133 hectares de vegetação nativa da Mata Atlântica e 70 hectares de Áreas de Preservação Permanente (APP).
A primeira fauna afetada pelos rejeitos foram os peixes endêmicos, cujas migrações reprodutivas foram afetadas. Além disso, à medida que a lama se espalhou pelo Rio Paraopeba, a biota aquática foi afetada, em decorrência das alterações causadas no ecossistema aquático. A lama também afetou a composição de zooplânctons e fitoplânctons.

### Rompimento de barragem de rejeitos em Barcarena (PA)
Em 17 de fevereiro de 2018, um vazamento na mineradora norueguesa Hydro Alunorte, em Barcarena (Pará), contaminou o Rio Murucupi com metais pesados como chumbo, arsênio e mercúrio.
Depois de quase nove meses de investigação, a comissão externa da Câmara dos Deputados que acompanhou as investigações sobre o vazamento de rejeitos minerais na cidade de Barcarena (PA) aponta uma sucessão de falhas e possíveis crimes.
O Instituto Evandro Chagas identificou alterações nos níveis de alumínio, ferro, cromo, chumbo, arsênio, urânio e mercúrio nos rios e igarapés. Já a Hydro chegou a encomendar estudo externo e a se valer de laudos do Ibama e da Secretaria de Meio Ambiente do Pará para negar o transbordamento de seus depósitos de rejeitos, as irregularidades nas tubulações e a responsabilidade na contaminação, o deputado e relator Edmilson Rodrigues (Psol-PA) rebate os argumentos da empresa com estudos do Instituto de Química da Universidade Federal do Pará. O relatório também denuncia que os depósitos de rejeitos da Hydro foram construídos em área de proteção ambiental, com suspeita de fraude na base de dados do Pará sobre reservas ecológicas.

### Rompimento de barragem de rejeitos em Mariana (MG)

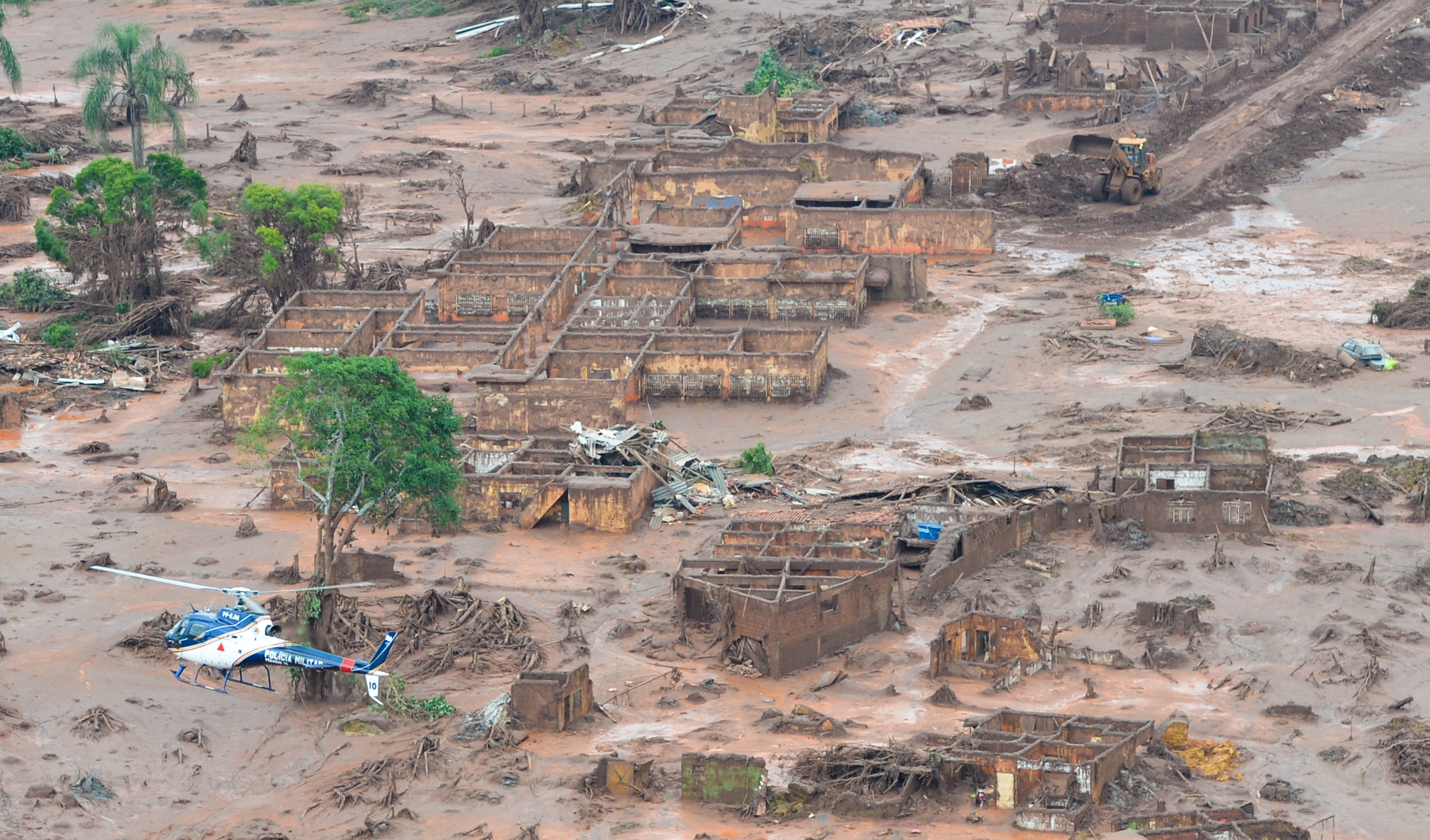
Vista aérea da cidade de Mariana (MG) após rompimento da barragem de rejeitos em 2015.

No dia 5 de novembro de 2015, uma grande quantidade de lama em decorrência dos rejeitos da produção de minério de ferro pela Mineradora Samarco, atingiu o distrito de Bento Rodrigues, no município de Mariana (MG), devastando o local e outras áreas próximas. A barragem liberou cerca de 50 milhões de m³ de rejeitos de mineração de ferro, provocando o maior desastre ambiental no Brasil de origem minerária. A barragem de Fundão operava por meio de um método usado tradicionalmente em todo o mundo: o aterro hidráulico. Nesse sistema, os resíduos separados do ferro durante o processo de mineração são escoados até as barragens por força gravitacional. Já a filtragem da água é feita pela areia, localizada estrategicamente na parte frontal dessas barragens.
Os efeitos imediatos da tragédia puderam ser observados desde a jusante da barragem destruída, em Minas Gerais, até a foz do Rio Doce, no Espírito Santo, deixando um rastro de destruição, mortes e contaminação. Segundo a polícia, o excesso de água nos rejeitos provocou o rompimento da barragem. Além disso, falhas no monitoramento, elevada saturação de rejeitos arenosos, número reduzido de equipamentos de monitoramento e equipamentos com defeitos também contribuíram para a tragédia.
Os impactos ambientais decorrentes desse desastre são grandes:
- alterações do fluxo hídrico;
- destruição da vegetação aquática;
- destruição e fragmentação de habitats;
- assoreamento do leito dos rios;
- interrupção do fluxo gênico de espécies entre corpos d’água.[36]

A vegetação também foi atingida pela lama, destruindo boa parte da mata ciliar. Além disso, o minério modificou o pH do solo, provocando uma destruição química e impossibilitando o aparecimento de uma nova vegetação. A cobertura de lama impede também o desenvolvimento de espécies vegetais, já que é pobre em matéria orgânica, o que torna a região infértil.

## Avaliação de impacto ambiental
No Brasil, há meios para se avaliar o impacto ambiental e sua magnitude. Conforme a Resolução Nº 237, de 19 de dezembro de 1997 do CONAMA e a Deliberação Normativa COPAM nº 74, de 9 de setembro de 2004, há classificações de porte da empresa e o potencial de degradação da atividade que será implementada, variando de pequeno, médio e grande impacto. Dependendo da magnitude do impacto ambiental, este pode gerar graves consequências ao meio biótico e interferir nas relações dos ecossistemas. Empreendimentos que ocasionam significativos impactos ambientais são passíveis de licenciamento ambiental e consequente Estudo de Impacto Ambiental (EIA) e Relatório de Impacto Ambiental (RIMA), esses dois documentos abordam os possíveis impactos ambientais que podem ser gerados decorrentes das atividades antrópicas que podem alterar o meio biótico, físico e social. É importante ressaltar que estudos de impacto ambiental são extremamente importantes para se mitigar os impactos que possam ser gerados a fim de se evitar impactos de grande magnitude.
Para que os impactos negativos sejam minimizados, a legislação brasileira estabelece que as empresas realizem, a depender do grau do impacto, medidas mitigadoras ou compensatórias. As medidas mitigadoras são aquelas que devem ser pensadas enquanto um projeto está sendo realizado, a fim de que a ação traga a menor quantidade possível de impactos; as medidas compensatórias são as tomadas após o acontecimento do dano no meio ambiente, com intuito de que os impactos sejam remediados ou compensados.
Para mitigar os impactos ambientais, vistos que estes são frequentes na sociedade devido as atividades serem essenciais para crescimento e desenvolvimento do país através da economia, um dos princípios que muitas empresas adotam é o de desenvolvimento sustentável.

## Impactos ambientais positivos
Os impactos causados no meio ambiente pelos seres humanos não são sempre considerados negativos, algumas atitudes podem ter caráter positivo, como:
- recuperação de matas ciliares;
- limpeza de rios;
- replantio de árvores;
- criação de espaços verdes em grandes centros urbanos;
- reabilitação de animais retirados da vida silvestre;[39]
- proteção de espécies em risco de extinção;
- entre outros.